# Kevin Danso
Kevin Danso, född 19 september 1998 i Voitsberg, är en österrikisk fotbollsspelare som spelar för Tottenham Hotspur på lån från Lens. Danso representerar även Österrikes landslag.
Den 2 februari 2025 anslöt Danso till Premier League-klubben Tottenham Hotspur på lån med en köpåtagande  i slutet av säsongen gällande €25m för ett femårskontrakt.